# Râul Neda
Neda (în greacă: Νέδα) este un râu în peninsula Peloponez din Grecia. Izvorul său se află aproape de localitatea Neda, în prefectura Arcadia. Are o lungime de 32 km și este unul din cele două râuri cu nume feminine din Grecia (alături de Erkyna). Neda se varsă în Golful Kyparissia, al Mării Ionice, în apropierea satului Giannitsochori. Râul a primit numele de la nimfa Neda.

## Locuri de-a lungul râului
Neda străbate satele Neda, Kakaletri, Petra, Figaleia, Platania, Careia, Fonissa, Prasidaki, Elaia și Giannitsochori.

## Natură
Râul are o vegetație foarte bogată.
De-a lungul cursului s-au format cascade. Cea mai mare cascadă este aproape de Figalia și are o înălțime de aproximativ 50 de metri.